# Pradawny ląd 2: Przygoda w Wielkiej Dolinie
Pradawny ląd 2: Przygoda w Wielkiej Dolinie (ang. The Land Before Time II: The Great Valley Adventure) – amerykański film animowany dla dzieci.
Opowiada dalszych losach pięciu dinozaurów: Liliputa (apatozaur), Cery (triceratops), Pterusia (pteranodon), Kaczusi (zaurolof) i Szpica (stegozaur).

## Opis fabuły[1]
Piątka przyjaciół za namową Cery, wybiera się na wycieczkę w poszukiwaniu przygód. Na swej drodze napotykają dwóch złodziei jaj i postanawiają odebrać im zdobycz. Przypadkiem wskazują drogę do Wielkiej Doliny dwóm drapieżnym tyranozaurom. Wszystkie roślinożerne dinozaury znajdują się teraz w niebezpieczeństwie. Wkrótce z jaja zaczyna się coś wykluwać.

## Obsada oryginalna
- Heather Hogan - Kaczusia (głos)
- Scott McAfee - Liliput (głos)
- Jeff Bennett - Pteruś / Ozzy (głos)
- Candace Hutson - Cera (głos)
- Rob Paulsen - Szpic / Strut / Chomper (głos)
- Kenneth Mars - dziadek Liliputa (głos)
- John Ingle - ojciec Cery / narrator (głos)
- Tress MacNeille - mama Maiasaura (głos)
- Linda Gary - babcia Liliputa (głos)

## Wersja polska
Opracowanie wersji polskiej: TELEWIZJA POLSKA

Reżyseria: Krystyna Kozanecka

Dialogi i tłumaczenie: Katarzyna Dziedziczak

Dźwięk i montaż: Urszula Bylica

Kierownik produkcji: Anna Jaroch

Wystąpili:
- Beata Wyrąbkiewicz - Cera
- Marek Molak - Liliput
- Jacek Bończyk - Pteruś
- Olga Bończyk - Kaczusia
- Jolanta Wołejko - Babcia Liliputa
- Paweł Szczesny - Dziadek Liliputa
- Jacek Mikołajczyk - Bron, tata Liliputa /Wielki Tatko
- Aleksander Mikołajczak - Pan Trójnóg, tata Cery
- Kajetan Lewandowski - Liliput/Skikacz
- Ewa Serwa - Mama Liliputa/Tria
- Agnieszka Kunikowska - Babcia Liliputa